# Earl Thomas Conley
Earl Thomas Conley (17 octobre 1941 - 10 avril 2019) est un auteur-compositeur-interprète américain et chanteur de musique country.
Il est connu pour de nombreux disques majeurs, et en particulier la chanson de 1981, « Fire and Smoke » («...what a rush I got...»).
Entre 1980 et 2003, il enregistre dix albums de studio, dont sept pour le label RCA Records. Il sortira plus de 30 singles, ainsi que son tube à succès « Holding Her and Loving You ».
En tant qu'auteur-compositeur, il a également écrit des chansons populaires pour d'autres chanteurs, avec le succès numéro 13 de Mel Street, « Smokey Mountain Memories » ou la chanson de Conway Twitty, « This Time I've Hurt Her More ».